# Fledermauswinterquartier Friedhofsgruft Schönermark
Fledermauswinterquartier Friedhofsgruft Schönermark este o arie protejată (arie specială de conservare — SAC, sit de importanță comunitară — SCI) din Germania întinsă pe o suprafață de 0,01 ha, integral pe uscat.

## Localizare
Centrul sitului Fledermauswinterquartier Friedhofsgruft Schönermark este situat la coordonatele 53°19′52″N 13°42′33″E / 53.3311°N 13.7092°E.

## Înființare
Situl Fledermauswinterquartier Friedhofsgruft Schönermark a fost declarat sit de importanță comunitară în martie 2004.

## Biodiversitate
Situată în ecoregiunea continentală, aria protejată nu include niciun habitat protejat.
La baza desemnării sitului se află o specie protejată de  mamifere: liliac comun (Myotis myotis).
Pe lângă speciile protejate, pe teritoriul sitului au mai fost identificate 3 specii de mamifere.